# Ghicet di Sea
Il Ghicet di Sea (2.735 m s.l.m.) è un passo alpino collocato nelle Alpi Graie.

## Caratteristiche
Il punta di valico si trova tra l'Albaron di Sea (a nord-ovest) e la Punta Rossa di Sea (a sud-est). Collega con sentiero particolarmente impegnativo l'alta val d'Ala con la val Grande di Lanzo.
Dalla val d'Ala è raggiungibile partendo dal pian della Mussa, passando per il rifugio Città di Cirié e costeggiando a sud lungamente i contrafforti dell'Uia di Ciamarella. Dalla val grande di Lanzo è raggiungibile partendo dall'abitato di Forno Alpi Graie e percorrendo il lungo Vallone di Sea.

## Orografia
Secondo la classificazione orografica SOIUSA il Ghicet di Sea separa il "sottogruppo della Ciamarella" dalla "cresta del Mondrone", entrambi appartenenti al Gruppo Ciamarella-Mondrone.